# Sinhury
Sinhury (ukr. Сінгури, hist. pol. Syngóry, Syngury) – wieś na Ukrainie, w obwodzie żytomierskim, w rejonie żytomierskim, w hromadzie Nowohujwynśke. W 2001 liczyła 1737 mieszkańców, spośród których 1683 wskazało jako ojczysty język ukraiński, 51 rosyjski, 1 białoruski, a 2 inny.